# Knipowitschia croatica
Knipowitschia croatica är en fiskart som beskrevs av Mrakovcic, Kerovec, Misetic och Schneider, 1996. Knipowitschia croatica ingår i släktet Knipowitschia och familjen smörbultsfiskar. IUCN kategoriserar arten globalt som sårbar. Inga underarter finns listade i Catalogue of Life.